# Historia de las gramáticas españolas para italianos
La historia de las gramáticas españolas para italianos se remonta al siglo XVI. La importancia de la lengua española en Italia empieza con la casa de Borgia, y se incrementa en 1492 con el nombramiento del Papa Alejandro VI y con la expansión del imperio español.
En el siglo XVI, el español se populariza entre nobles, grandes señores, civiles y militares por razones comerciales y políticas. Como escribe Baldassare Castiglione en Il Cortegiano,las cortes más importantes cuentan con la presencia de españoles con los que es preciso hablar de los asuntos comerciales. La nobleza italiana entiende la necesidad de aprender el idioma, dado que los españoles no hablan italiano.
Consecuentemente, aumenta la publicación de libros destinados al aprendizaje del español, especialmente en Venecia, Nápoles y Roma. La estructura de estas obras fue modificada, así como la metodología para aprender el idioma.
Antes de la aparición de las gramáticas se utilizaban glosarios y libros de vocabulario bilingües escritos en latín. Entre estos se encuentra el Vocabulario universal en latín y en romance de Alfonso Fernández Palencia y el Diccionario latino-español de Nebrija. Las gramáticas, inicialmente, comparaban la fonética  del italiano y el español. Más adelante se incluyeron la morfología y la sintaxis.

## LaGramática castellanapor Nebrija
La Gramática castellana fue publicada en 1492. Fue el primer intento de codificación de la lengua castellana para consolidar su prestigio con respecto al latín. Está constituido por un prólogo, donde se enumeran los objetivos del texto, y de cinco libros, siendo el último de ellos añadido posteriormente con el fin de poder ser utilizado también por extranjeros.

## Introducción que muestra Delicado a pronunciar la lengua españolapor Francisco Delicado
En ella se utiliza la fonología y la ortografía para comparar los sonidos españoles con los italianos. Delicado creó listas comparativas de sonidos españoles-italianos interesándose, sobre todo, por las consonantes c, ç, g, j, ch, n, ñ, l, ll, q, x, ss, y, con excepción de b, v.
Además de esto, describió el origen de la lengua española, subrayó su procedencia del latín y planteó una previa existencia del griego en la península ibérica.

## Diálogo de la lenguapor Juan de Valdés

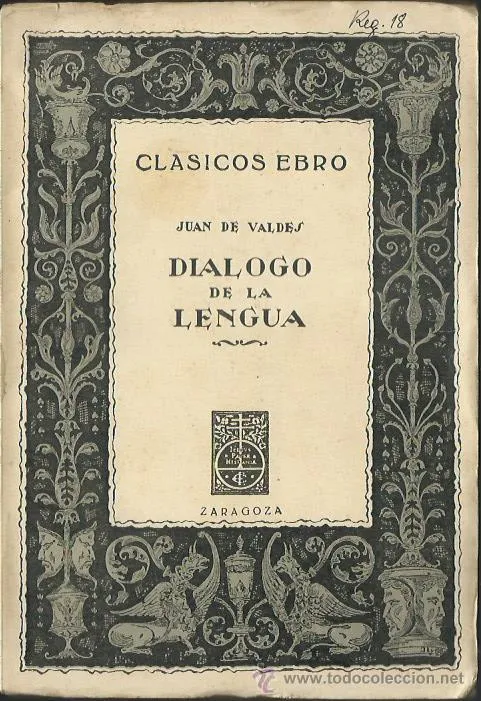
Diálogo de la lengua por Juan Valdés

El Diálogo de la lengua es una obra de Juan de Valdés, teólogo y humanista español, escrita entre 1535 y 1536. Es un tratado sobre la lengua española escrito en forma de diálogo. La obra trata el origen de la lengua castellana, el acento tónico y el significado y uso de algunos términos. Trata también cuestiones ortográficas.

## Breve introducción para saber pronunciar la lengua castellanapor Alfonso de Ulloa
Breve introducción para saber pronunciar la lengua castellana de Alfonso de Ulloa es una traducción de la obra Introducción que muestra Delicado a pronunciar la lengua española de Francisco Delicado publicada en 1553. Con respecto al original, se explica la formación del plural en ambas lenguas. Además, se incluye un apartado sobre el uso de la conjunción y.

## Il Paragone della lingua Toscana e Castiglianapor Giovanni Mario Alessandri d'Urbino
En 1560 se publica en Nápoles Il Paragone della lingua Toscana e Castigliana de Giovanni Mario Alessandri Urbino. Como aparece en el título, el autor hace una comparación entre las dos lenguas. Aquí se tratan temas como la pronunciación, la ortografía y la morfología. También se estudia la sintaxis, pero forma parte del apartado de morfología.

## Osservationi della lingua Castiglianapor Juan de Miranda

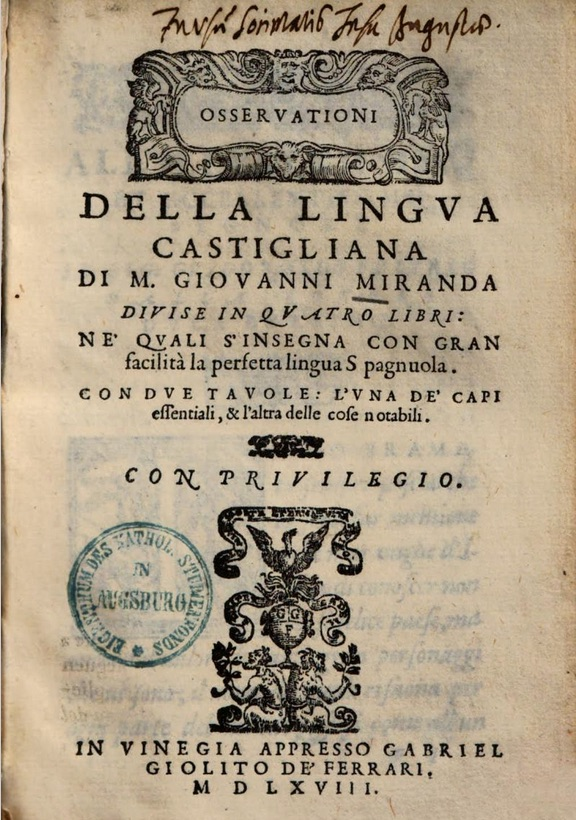
Osservationi della lingua Castigliana por Juan de Miranda

Osservationi della lingua Castigliana es una obra de Juan de Miranda publicada en 1566, compuesta por cuatro volúmenes divididos respectivamente: el libro uno contiene pronunciación, artículos, sustantivos, adjetivos, diminutivos, numerales, cardinales, pronombres personales, posesivos, demostrativos y relativos; el libro dos consta de verbos; el libro tres está constituido por las palabras invariables, comparativo, juegos de palabras y el uso de los verbos estar, andar, ir, hallar, caer, picarse; el último libro está formado por la ortografía y el acento tónico.
En comparación con la obra de Alessandri, se trata de una gramática más extensa e incluye argumentos que no son estrictamente gramaticales, como son los juegos de palabras.
Las Osservationi se distinguen de las gramáticas precedentes por la precisa elaboración de los temas clave y por ser más concisa. Por estas razones tuvo una gran difusión y se pueden contar tres ediciones en los años 1566, 1583 y 1622.

## Il Compendio de Massimo Troiano
En 1569 se publica Il Compendio de Massimo Troiano, editado en Venecia por Bolognino Zaltieri. Troiano nació en Nápoles y, siendo músico del Duque de Baviera, residió durante algunos periodos en Mónaco. 
Il Compendio, escrito en italiano, se encuentra como continuación de los Dialoghi de Troiano y, como estos, está escrito en forma de diálogo entre Fortunio y Marinio. El lugar donde el autor desarrolla los diálogos del Compendio es incierto, porque en la dedicatoria a la reina Cristina de Suecia él dice estar en “Lanzuotto, ciudad alemana…”, pero la descripción del lugar recuerda al paisaje de Nápoles.
Il Compendio está basado en una parte de la Gramática de Miranda, siendo muy fiel a esta. De hecho, casi nunca amplía el texto, sino que lo resume, corrige algunas imprecisiones o introduce pequeñas modificaciones.
Ignora varios asuntos, como por ejemplo los números cardinales, las conjugaciones de los verbos irregulares, parte de la sintaxis del periodo, los “lemas”. Además, omite las listas de los sustantivos, de los adjetivos y de los verbos y conjuga solo el verbo estar y haber dejando la 3ª conjugación sin ejemplos.
En el primer diálogo resume los primeros tres libros de Miranda y en el segundo diálogo el cuarto, el cual trata de ortografía y acento tónico. En efecto, se interesa por la ortografía y por la pronunciación obviando la morfología y la sintaxis.
La obra termina con una lista de tres páginas con los nombres de las obras traducidas al español o al italiano, probablemente añadida por Alfonso de Ulloa en un momento posterior, dado que las obras presentes son todas prácticamente suyas.

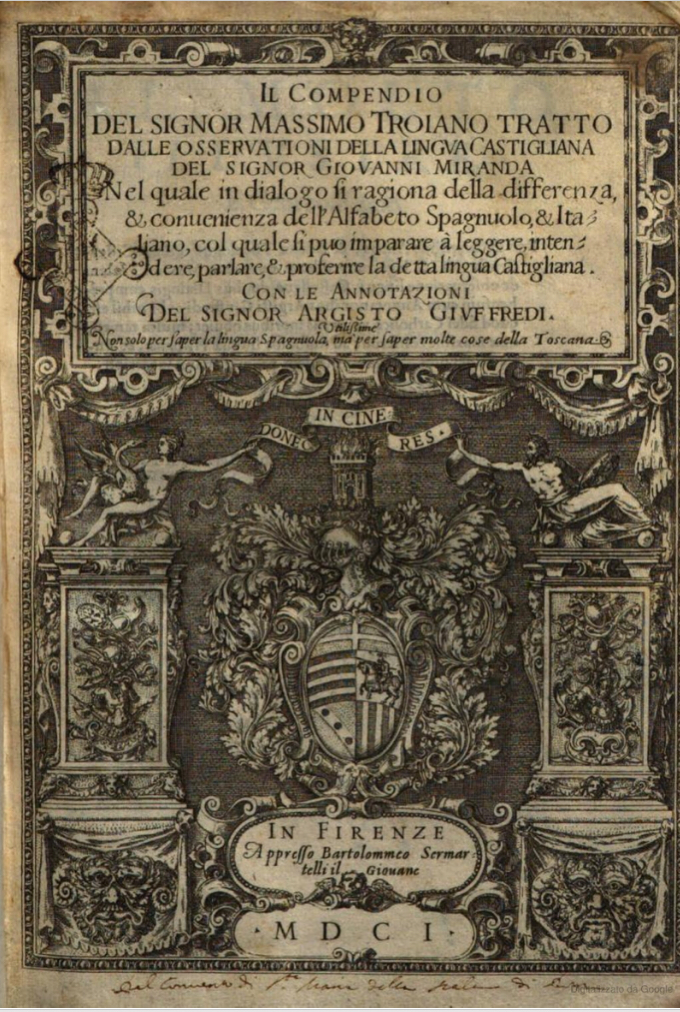
Il Compendio del signor Massimo Troiano tratto dalle osservationi della lingua castigliana del signor Giovanni Miranda por Argisto Giuffredi.

## Il Compendio del signor Massimo Troiano tratta dall’ Osservationi della Lingua Castigliana del signor Giovanni Miranda. Con le Annotazioni del signor Argisto Giuffredipor Argisto Giuffredi
En 1601 hay una nueva publicación del mismo texto de Troiano, ahora con las anotaciones hechas por Argisto Giuffredi. Estas últimas, editadas en 1583, llegaron a duplicar la longitud del texto original, con un enfoque especial en la fonética y en la ortografía, sin olvidarse de la sintaxis.  Se respeta la organización dada por Troiano, dividida en dos diálogos, pero el resultado final se considera más “ cuidadoso y detallista”.
Existe en él una noción clara de fonética sintáctica que se evidencia en el análisis de la lengua española y en sus comparaciones con el italiano. Eso le permite distinguir la representación gráfica del sonido.
Giuffredi reivindica, para el italiano, una grafía fonética en lugar de la etimológica, que no sería bien recibida durante el Renacimiento, periodo de auge de la teorías gramaticales.
La precisión usada para realizar los comentarios le lleva a encontrar errores en el texto de Troiano, que reprocha a los copistas y no al autor.

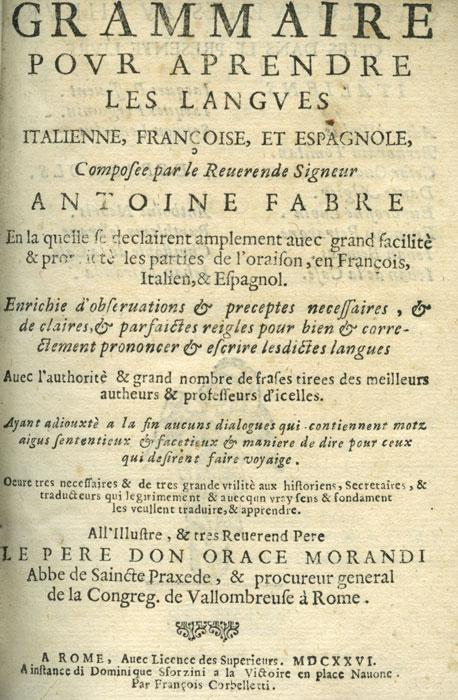
Grammaire pour apprendre les langues italienne, françoise et espagnole por Antoine Fabre

## Grammaire pour apprendre les langues italienne, françoise et espagnolede Antoine Fabre
Antoine Fabre en 1626 publica la Grammaire pour apprendre les langues italienne, françoise et espagnole. La obra está formada por tres gramáticas distintas: la de italiano, la de francés y la de español, y consta de una parte introductoria en latín.
Debajo del título, el autor declara que la obra trata sobre las partes de la oración y que está enriquecida por preceptos y reglas necesarias para una pronunciación correcta. Antoine Fabre añade que el contenido léxico viene de las frases de los mejores autores y sus maestros. Además, la gramática cuenta con algunos diálogos y sentencias. En la portada hace referencia también al público al que está dirigida, explicitando a los viajeros, secretarios, traductores e historiadores.
La gramática está organizada según las siguientes categorías gramaticales:pronunciación y ortografía, artículo, nombre, pronombre, verbo, participio, adverbio, preposición, interjección y conjunción. Hay una parte dedicada a los diálogos y otra a la fraseología. La obra se caracteriza por tener muchos ejemplos explicativos de las reglas y reserva gran espacio sobre todo a los verbos y a los diálogos.
Fabre no recurre a la división en capítulos. Para diferenciar el nombre de la categoría gramatical de su explicación y descripción usa letras de diferente tamaño. Los ejemplos en las tres lenguas están presentados en columnas.
La gramática de Fabre puede considerarse el primer manual de español para italianos puesto que anticipa a Franciosini en adjuntar los diálogos. Es también la gramática de español para italianos más editada en la primera mitad del siglo XVII.
A pesar de esto, se pueden encontrar fallos lingüísticos en español y a veces falta la columna dedicada al español al lado de la italiana y francesa. Además, contrariamente a lo que se afirma en la portada, las reglas de escritura y pronunciación no siempre son correctas. El material ofrecido es adecuado para satisfacer a un viajero, pero no hay elementos específicos para los profesionales citados en la portada: historiadores, secretarios y traductores.

## La Grammatica della lingua Spagnuola per uso degli Italianipor Lorenzo Franciosini
La Grammatica della lingua Spagnuola per uso degli Italiani es una obra de Lorenzo Franciosini. Comprende los Diálogos apacibles y un Nomenclator o Registro de algunas cosas curiosas y necesarias de saberse a los estudiosos de la lengua española, materiales que, con los Dichos Políticos, serán insertados en la Gramática a partir de la edición de 1638. La primera edición de la Gramática fue publicada en 1624 en Venecia por Giacomo Sarzina.

## Primus Calamuspor Juan Caramuel y Lobkowitz

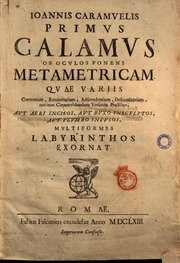
Primus Calamus por Juan Caramuel y Lobkowitz

En 1663 Juan Caramuel y Lobkowitz publica el primer tomo Metametrica de la obra Primus Calamus. Está escrita en latín excepto las partes dedicadas a la gramática española e italiana que están aparecen en las lenguas correspondientes.
El proyecto original del Primus Calamus preveía 3 tomos: Grammatica, Rhytmica y Metametrica. El tercer tomo fue lo publicado en 1663, el segundo en 1665 y el primero nunca se escribió.
En la estructura de la obra faltan algunas portadas, títulos y hay numeraciones equivocadas de apartados y capítulos. Además, no contiene índices.
Este volumen trata de la pronunciación y de la ortografía en el apartado Ortographia, en el de Gramática y sus partes del significado de la palabra gramática y de las diferentes partes de la oración (nombre, pronombre, verbo, participio, preposición, adverbio, interjección y conjunción). Además dedica también una parte a la sintaxis.
Se incluyen los paradigmas gramaticales y listas de las formas gramaticales, términos léxicos o sintagmas españoles, italianos y latinos.
Su gramática española y también la italiana están destinadas a servir como cuadro propedéutico para aprender la lengua latina. De estas se presentan algunos elementos: ortografía, declinaciones y géneros de los nombres, las declinaciones de los verbos regulares y algunos aspectos de sintaxis. Todo eso aparece en dos columnas paralelas que tienen el mismo esquema estructural.

## La Gramatica española, o' modo de entender, leier y escrivir spañolde Josef Faustino Perles y Campos

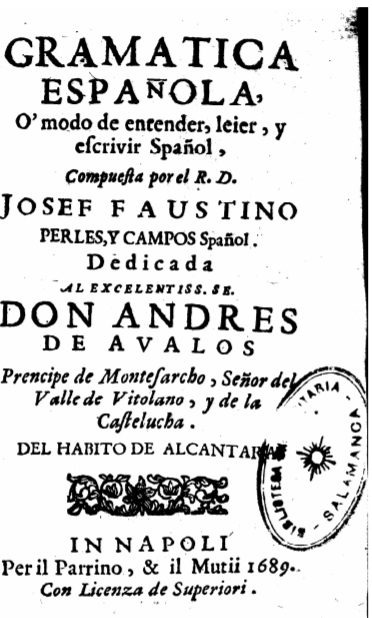
Gramatica Española, o' modo de entender, leier y escrivir spañol depor Josef Faustino Perles y Campos

Edición única publicada en Nápoles en 1689, fue escrita por Josef Faustino Perles y Campos. En la obra la parte gramatical se escribe en italiano y la parte referida a usos contextuales de la lengua en español. Estos últimos, referidos al vocabulario de las prendas de vestir y las partes del cuerpo, y a proverbios. De la misma, forma se incluye una parte destinada a las formas de tratamiento y a los tratamientos epistolares. El autor no cita ninguna fuente consultada. En el prólogo, dirigido al lector, se hace referencia a la utilidad de la obra para negociar con las autoridades españolas presentes en Nápoles y para la lectura de autores españoles. Debido a su posible origen, algunos críticos han afirmado que en su obra se encuentran interferencias con el catalán.